# Ampmカウントダウンサンデー
ampmカウントダウンサンデー（エーエムピーエム-）は、2000年4月9日 - 2002年3月24日まで文化放送で放送されていたラジオワイド番組である。放送時間は、毎週日曜日12時 - 16時。パーソナリティは、ラジオDJの土屋滋生と声優・ナレーターの沼尾ひろ子。コンビニエンスストアのam/pmの1社提供。

## 番組の概要
この番組は当時、東京都庁にあった文化放送のサテライトスタジオ「スタジオSOLA」からの公開生放送。1970年代後半から90年代前半に放送され、文化放送の人気音楽番組だった「決定!全日本歌謡選抜」の21世紀バージョンという位置づけであった。相違点は、リクエスト締め切り時間とランキング発表の時間が早い所だった。
番組は、放送中に受け付けるリスナーからの電話、FAX、メールでのリクエストを中心に、CD売上や有線放送のランキングを交え、決定した最新チャートのカウントダウンTOP30をメインに放送を進めていく。また、人気アーティストをゲストに迎えてのトークコーナーや、当時文化放送アナウンサーだった永野景子（現在は報道部記者）が、首都圏の様々なスポットから中継を行うコーナーを所々に挿んでいた。
「一発逆転大放送! サンデーSUPERキンキン」時代から続く競馬中継のコーナーは「レースカウントダウン」と題していた。
また、年に1回、7月に「サマーソングリクエストスペシャル」と題し、スタジオSOLAからではなく、片瀬江ノ島から公開生放送を行う事もあった。

## 登場した主なゲスト
- 嵐
- Folder5
- DA PUMP
- MAX
- T.M.Revolution
- モーニング娘。
- CHEMISTRY
- ZONE
- shela
- 林原めぐみ
- 渡辺美里

## リスナーへのプレゼント
この番組では、番組に参加すると、リスナーにプレゼントが当たるチャンスがあった。
- リクエストを紹介されたリスナー全員に、番組特製クリアファイル
- 毎週指定された順位の曲にリクエストしたリスナーの中から、抽選で5名に賞金5000円

（後にam/pmのマスコットキャラの人形が併せてプレゼントされる様になる。また、偶数月に行われるスペシャルウィーク中の回には、当選者が10名に増えた）。
- 偶数月に行われる文化放送スペシャルウィーク中の回では、リクエストした全てのリスナーの中から、抽選で10名に賞金1万円
- リクエストした全てのリスナーの中から、抽選で1名にエステールのダイヤモンドリング（5万円相当）

他にも、番組にゲスト出演したアーティストのサイン入りグッズをプレゼントする事もあった。

## 補足
- 2001年の秋頃、機械トラブルの為に、スタジオSOLAからの放送が、オープニングから約30分できなくなるというハプニングがあり、その間の繋ぎとして、文化放送アナウンサーの竹内靖夫が、文化放送本社スタジオから登場した事があった（これは土曜日の「くわまん・和歌子のサタ×サタ」でも起きていた）。
- また、この番組は、スポーツ中継放送の為に放送時間が短縮されたり、放送自体が休止になる事もあった（また、当初からこの番組の休止が決まっていたにもかかわらず、スポーツ中継が予定よりも早く終了した場合等は、「藤木千穂のサンデースマイル」や「太田英明のビューティフルサンデー」等の不定期特別番組を臨時で放送した事もあった）。
- 番組末期はam/pmがスポンサーから撤退し、番組名が冠なしになり、サウンドステッカーがつぎはぎになっていた（「am/pm Countdown Sunday JOQR」の頭がカットされフェードインしていた）。

## 後番組
当番組終了後のこの時間帯に放送している（していた）番組
1. 2002年4月 - 2005年3月:泉谷しげるのミュージックバトル!
2. 2005年4月 - 2006年3月:大野勢太郎の日曜昼型ラジオ
3. 2006年4月 - 2009年2月15日:キンキンのサンデー・ラジオ
4. 2009年2月22日 - 2009年3月:竹内靖夫の電リク・ハローパーティー増刊号
5. 2009年4月 - 2010年4月4日:三四六・吉井歌奈子 TOKYO CHEERS
6. 2010年4月11日 - 2013年3月31日:グッチ裕三 日曜うまいぞぉ!
7. 2013年4月7日 - 2014年3月30日:ピピッとサンデー Waku Waku Mix
8. 2014年4月6日 - 2017年4月2日:押切もえのDOKI DOKI DISCOVERY
9. 2017年4月9日 - 現在:ミスDJリクエストパレード〜8116サンデーアップ!